# Центральний (бахш, шагрестан Саве)
Центральний (перс. مركزئ) — бахш в Ірані, в шагрестані Саве остану Марказі. За даними перепису 2006 року, його населення становило 215413 осіб, які проживали у складі 57202 сімей.

## Дегестани
До складу бахша входять такі дегестани:
- Каре-Чай
- Нур-Алі-Бейк
- Таразнагід
- Шагсаван-Канді